# Berycopsis
Berycopsis è un genere di pesci ossei estinto, appartenente ai polimixiiformi. Visse nel Cretaceo superiore (Cenomaniano - Campaniano, circa 98 - 75 milioni di anni fa) e i suoi resti fossili sono stati ritrovati in Europa e in Medio Oriente.

## Descrizione
Questo pesce era di dimensioni medio - piccole: la specie più grande, Berycopsis elegans, non superava i 35 centimetri di lunghezza. Possedeva un corpo di forma quasi discoidale, compresso lateralmente. La testa era alta, con orbite grandi e un muso relativamente allungato e appuntito. La pinna dorsale iniziava a circa metà del corpo ed era dotata di una prima parte sostenuta da aculei, mentre una seconda dotata di raggi molli; questa seconda parte era inizialmente alta per poi decrescere in altezza verso la coda. La pinna anale era nastriforme, mentre le pinne pelviche e quelle pettorali erano piccole; le pelviche erano pressoché al di sotto di quelle pettorali. La pinna caudale era profondamente biforcuta, con lobi stretti. Berycopsis era inoltre caratterizzato da una cresta sopraoccipitale molto alta, da un primo osso infraorbitale di enormi dimensioni e dalle mascelle denticolate. Le ossa parietali erano allungate e terminavano in una punta che permetteva il contatto tra le due ossa. Le scaglie di Berycopsis erano ctenoidi.

## Classificazione
Berycopsis è un membro dei polimixiiformi, un gruppo di pesci teleostei attualmente rappresentati da poche specie ma che nel corso del Cretaceo erano ben più diffusi. Sembra che Berycopsis, insieme ad Apricenaichthys, fosse uno dei membri più arcaici del gruppo a causa di alcune caratteristiche craniche, come le ossa parietali in contatto fra loro. 
Il genere Berycopsis venne istituito da Dixon nel 1850, sulla base di resti fossili precedentemente descritti da Louis Agassiz e rinvenuti in Inghilterra in terreni del Cenomaniano - Turoniano. La specie tipo, quella trovata in Inghilterra, è Berycopsis elegans, ma sono note anche B. germanus del Campaniano della Germania e B. pulcher, la più piccola, del Cenomaniano del Libano.